# Santa Claus (1898)
Santa Claus é um clássico do cinema dirigido por George Albert Smith e realizado em 1898, apenas 3 anos depois de ser produzido o primeiro filme, pelos Irmãos Lumière.
É Considerado o primeiro filme da história a falar sobre o Natal.

## Sinopse
O filme passa-se numa casa, em que uma mulher (provavelmente uma enfermeira ou empregada) coloca duas crianças para dormir na Véspera do Natal para esperar Pai Natal e desliga a luz. Ele aparece e dá um presente às crianças descendo pela chaminé com uma árvore que seria o pinheiro de Natal, depois de dar o presente, ele desaparece, e as crianças acordam felizes com o presente dando aplausos.

## Elenco
- Laura Bayley - Enfermeira
- Harold Smith - Garoto
- Dorothy Smith - Garota

## Pioneirismo
O filme foi dirigido em 1898, e mostrou características até então, inexistentes.
O filme foi considerado por alguns críticos como "um clássico do cinema, primeiro filme em que aparece a ação paralela", sendo considerado um dos melhores filmes britânicos já feitos.

## Produção
O letreiro do filme foi escrito com tinta branca em um pedaço de ferro. Papai Noel pode ser visto através do círculo. No filme, o Papai Noel não parece tão usual. Das coisas que deram Papai Noel deu às crianças foi uma árvore de Natal e doces.